# Majo no Takkyūbin (romance)
Majo no Takkyūbin (魔女の宅急便) é um romance infantil escrito por Eiko Kadono e ilustrado por Akiko Hayashi. Foi lançado pela editora Fukuinkan Shoten, em 25 de janeiro de 1985. Em 1989, foi produzido uma adaptação homônima pelo Studio Ghibli e uma versão em live-action em 2014, também com o mesmo título.
O romance ganhou numerosos prêmios no Japão, e incentivado por isso e pelo sucesso do longa-metragem, Kadono escreveu mais cinco romances, ao longo de vários anos.

## Enredo
Kiki é uma jovem bruxa, que ao completar treze anos deve passar um ano sozinha em uma cidade sem outras bruxas, com suas habilidades mágicas, Kiki, tenta se sustentar sozinha, juntamente com o seu gato, Jiji.

## Desenvolvimento

### Interpretação do título
A palavra takkyūbin (宅急便), em língua japonesa é uma marca registrada da Yamato Transport, embora seja usado como sinônimo de takuhaibin (宅配便). A empresa não apenas aprovou o uso da marca — embora sua permissão não fosse exigida pelas leis japonesas de marcas registradas — mas também patrocinou o longa-metragem produzido pelo Studio Ghibli, pois, a companhia tem um gato em seu logotipo.

## Adaptações e sequências
O livro foi adaptado em 1989, como um longa-metragem de animação por Hayao Miyazaki e pelo Studio Ghibli. A The Walt Disney Company estava interessada em produzir uma versão em live-action, Jeff Stockwell iria escrever o roteiro e Susan Montford, Don Murphy e Mark Gordon seriam produtores, mas o projeto foi abandonado.
Uma adaptação cinematográfica em live-action do mesmo romance e com o mesmo título, protagonizada por Fuka Koshiba foi lançada em 1 de março de 2014.

### Sequências do livro
| Título | Lançamento                                   |
| --- | -------------------------------------------- |
| Majo no Takkyūbin 2: Kiki to Atarashii Mahō (魔女の宅急便その2 キキと新しい魔法)                            | 30 de junho de 1993 ISBN 978-4-8340-1174-6   |
| Majo no Takkyūbin 3: Kiki to mō Hitori no Majo (魔女の宅急便その3 キキともうひとりの魔女)                   | 20 de outubro de 2000 ISBN 978-4-8340-1704-5 |
| Majo no Takkyūbin 4: Kiki no Koi (魔女の宅急便その4 キキの恋, Witch's Express Home Delivery 4: Kiki's Love) | 10 de março de 2004 ISBN 978-4-8340-0586-8   |
| Majo no Takkyūbin 5: Mahō no Tomarigi (魔女の宅急便その5 魔法の止まり木)                                    | 9 de maio de 2007 ISBN 978-4-8340-2263-6     |
| Majo no Takkyūbin 6: Sorezore no Tabidachi (魔女の宅急便その6 それぞれの旅立ち)                             | 7 de outubro de 2009 ISBN 978-4-8340-2466-1  |
| Majo no Takkyūbin Tokubetsu-hen: Kiki ni Deatta Hitobito (魔女の宅急便 特別編 キキに出会った人びと)         | 25 de janeiro de 2016 ISBN 978-4-8340-8236-4 |
| Majo no Takkyūbin Tokubetsu-hen 2: Kiki to Jiji (魔女の宅急便 特別編その2 キキとジジ)                       | 25 de maio de 2017 ISBN 978-4-8340-8338-5    |